# Banwolseong
Banwolseong ("Fortaleza de la Media Luna Fortaleza"), también conocido comúnmente como Palacio Wolseong, fue el conjunto arquitectónico del palacio real de la monarquía coreana Silla en su capital en Gyeongju durante los periodos de Silla y Silla unificada (57 a. C.-938 d. C.). Toma su nombre del esquema aproximado de los muros del palacio que tenían forma de una luna creciente.
La fortaleza fue construida por rey Pasa (4/24) (quinto rey de Silla). Corea del Sur ha designado las ruinas del palacio, como Sitio Histórico Número 16. Banwolseong forma parte del conjunto denominado Zonas históricas de Kyongju que fue nombrado Patrimonio de la Humanidad por la Unesco en 2000.